# Ivanski
Ivanski (bulgariska: Ивански) är ett distrikt i Bulgarien. Det ligger i kommunen Obsjtina Sjumen och regionen Sjumen, i den östra delen av landet, 300 km öster om huvudstaden Sofia.
Trakten runt Ivanski består till största delen av jordbruksmark. Runt Ivanski är det glesbefolkat, med 17 invånare per kvadratkilometer.